# 溝渕美保
溝渕 美保（みぞぶち みほ、1972年3月27日 - ）は、徳島県出身の元女優、元歌手である。血液型はA型。元フロム・ファーストプロダクション所属。
クリスマスエクスプレスのヒロインとして選ばれ一時期注目を浴びたが、結果的にはごく短期間の芸能活動に終わった。
原因はマネージャーと駆け落ちしたため。

## CD
- 約束（1991年11月21日発売、キングレコード）
作詞 松本隆、作曲 林哲司、編曲 新川博

## TV
- ヴァンサンカン・結婚 (1991年、フジテレビ) - 伊東幸江 役

## 映画
- 魚からダイオキシン!! （1992年）- リエ 役

## CM
東海旅客鉄道「クリスマス・エクスプレス'91」(1991年)